# 戸谷義次

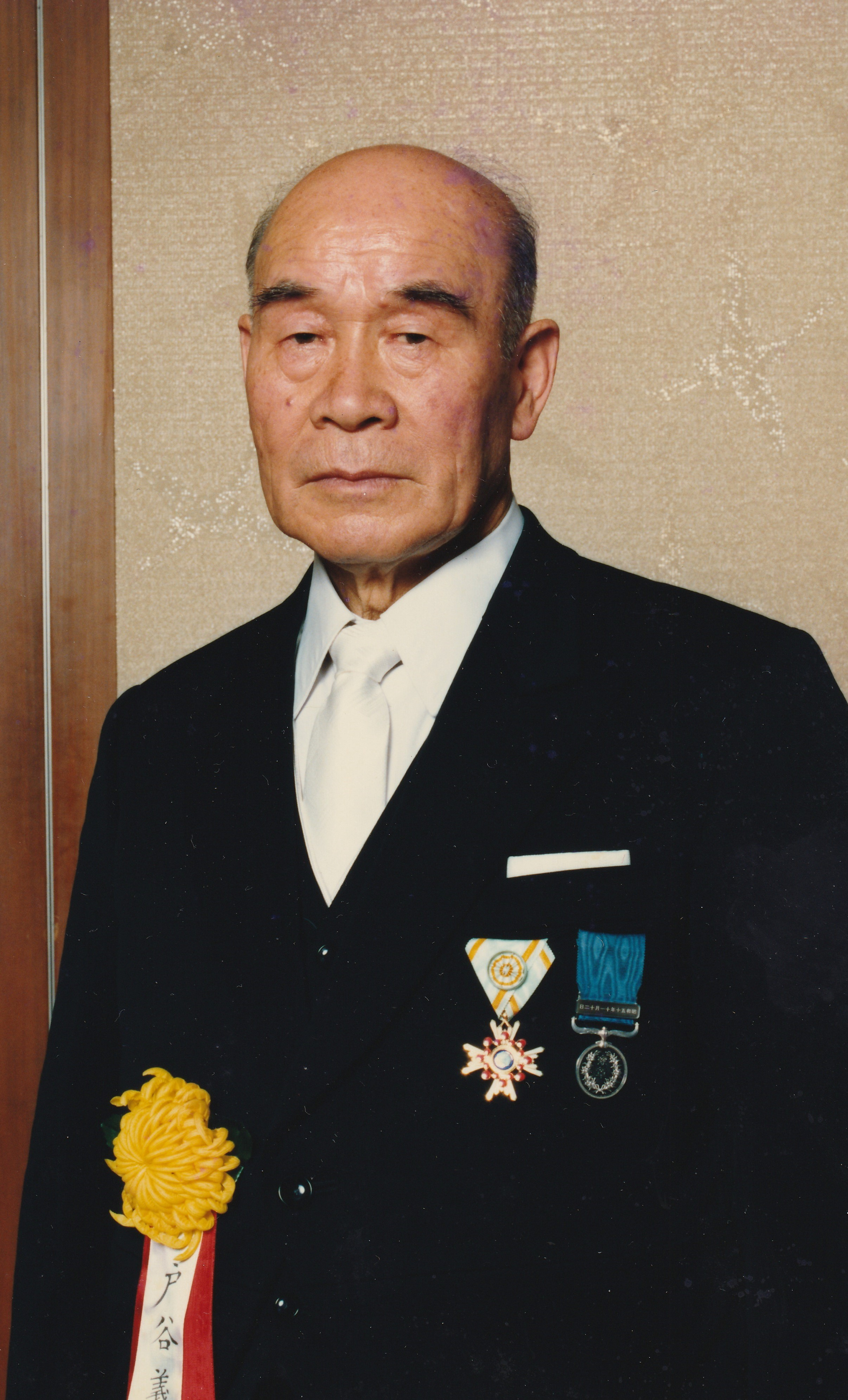
戸谷義次（昭和６３年）

戸谷 義次（とや よしじ、大正5年（1916年）6月26日 - 平成19年（2007年）12月25日）は、満州・戦後開拓者、農業指導者である。全国拓友協会会長・全日本開拓者連盟委員長等として戦後開拓を推進するとともに、日本酪農政治連盟委員長・全国ホルスタイン登録協会理事等として牛乳生産・流通体制の確立に努めた。また、満州残留孤児の帰国事業や遺族墓参事業に尽力した。

## 経歴・略伝
- 1916年（大正5年）6月26日、群馬県勢多郡大胡町（現・前橋市）に生まれる。
- 1935年（昭和10年）4月、日本国民高等学校入学。同校は、農本主義者で満蒙開拓の中心的推進者であった加藤完治が茨城県の友部町に開設した農業学校で、戸谷はその加藤に師事して農業生産技術や加工技術を学ぶ。
- 1935年（昭和10年）10月、日本国民高等学校販売部（本部・東京神田岩本町）へ転出。当初、西小山支部、その後、田園調布支部所属。
- 1937年（昭和12年）満州へ渡り、満蒙開拓ハルビン訓練所入所。
- 1939年（昭和14年）7月、新京特別市双徳区曲家屯付近に清明村開拓団を作り、団長として入植。
- 1942年（昭和17年）小平権一満州国参議（元農林次官）、杉野忠夫博士らの勧めにより、千村秋代と結婚。
- 1945年（昭和20年）敗戦により開拓地を放棄。一時、新京市内にとどまって引き揚げ準備。
- 1946年（昭和21年）日本へ引き揚げ。国内開拓対策推進準備へ。同年、全国開拓自興会設立に参加し、理事。茨城県開拓自興会副会長。
- 1946年（昭和21年）11月、茨城県新治郡志士庫村（現・かすみがうら市）の神立地区に入植（新生開拓）。翌年、神立開拓報徳組合を設立して組合長。
- 1946年（昭和21年）農業協同組合法施行に伴い、神立開拓報徳組合を新生開拓農業協同組合に改組し引き続き組合長。「新生」の名称は志士庫村中学校の生徒達から募集して決定した。
- 1953年（昭和28年）土浦酪農業協同組合組合長
- 1957年（昭和32年）日本農業農民団として訪中。国交正常化前の中国において農業情勢を視察するとともに、王震・中華人民共和国農墾部長（当時・後の国家副主席）と会談して、情報交換とともに満州での遺骨収集、家族墓参、残留孤児引き揚げ等について要請。
- 1961年（昭和36年）全日本開拓者連盟委員長（昭和42年まで）
- 1963年（昭和38年）全国酪農業協同組合連合会理事
- 1967年（昭和42年）日本酪農政治連盟委員長。乳価の向上のほか、酪農ヘルパー制度導入などに尽力。
- 1973年（昭和48年）第一回日本人・中国人遺骨交換代表団として訪中。
- 1974年（昭和49年）全国開拓自興会（昭和57年以降、全国拓友協会）会長理事。
- 1975年（昭和50年）日本ホルスタイン登録協会理事
- 1975年（昭和50年）藍綬褒章（農業功労）
- 1978年（昭和53年）全国牛乳普及協会理事
- 1987年（昭和62年）厚生省中国残留日本人孤児調査委員会座長
- 1988年（昭和63年）勲四等瑞宝章
- 1990年（平成2年）社団法人日本国民高等学校理事長
- 2007年（平成19年）老衰のため死去

## 関連書籍
- 戸谷義次「農民の見た新天地」（青龍書房・昭和36年）